# Кларк (Пенсилванија)
Кларк (енгл. Clark) град је у америчкој савезној држави Пенсилванија.

## Демографија
По попису из 2010. године број становника је 640, што је 7 (1,1%) становника више него 2000. године.
| Група             | 2000.       | 2010.       |
| Белци             | 627 (99,1%) | 629 (98,3%) |
| Афроамериканци    | 1 (0,2%)    | 1 (0,2%)    |
| Азијати           | 0 (0,0%)    | 0 (0,0%)    |
| Хиспаноамериканци | 3 (0,5%)    | 3 (0,5%)    |
| Укупно            | 633         | 640         |